# Indego Africa
Indego Africa — американское социальное предприятие, базирующееся в Нью-Йорке. Главной целью организации является борьба с бедностью посредством экономической и образовательной поддержки женщин в Руанде (многие из них после геноцида являются единственными кормильцами в своих семьях). Indego Africa продвигает изделия ручной работы руандийских ремесленных кооперативов на мировые рынки (через свой интернет-магазин, партнёрские розничные сети, дизайнеров и модельеров), а также помогает женщинам в вопросах контроля качества, дизайна, финансов и логистики. Прибыль от продажи драгоценностей, аксессуаров и предметов домашнего декора, наряду с грантами и пожертвованиями, направляется на борьбу с безграмотностью и преподавание женщинам основ коммерции и менеджмента (также волонтёры из числа студентов преподают права человека, юридические законы, литературу, основы здравоохранения и иностранные языки).
Постепенно Indego Africa воспитала десятки лидеров, которые в союзе с материнской организацией стали сами обучать других женщин, организовывать кооперативы, мастерские и дизайнерские бюро, искать партнёров среди мировых дизайнеров и ретейлеров. В октябре 2014 года Indego Africa при финансовой поддержке MCE Social Capital открыла в Кигали единственную в стране академию лидерства, где обучает своих партнёров-ремесленников современным бизнес-технологиям (образовательная программа предназначена для тех женщин, кто уже прошёл низовые курсы обучения). К началу 2015 года Indego Africa сотрудничала с более чем 600 ремесленницами, объединёнными в 18 кооперативов.  